# Richard Smyth (Theologe)
Richard Smyth  auch Smith  (* um 1499/1500 Worcestershire, England; † 9. Juli 1563 Douai, (Frankreich))  war ein englischer Hochschullehrer und erster Regius Professor of Divinity in Oxford und erster Kanzler der Universität Douai.

## Leben und Wirken
Seine erste akademische Ausbildung erhielt er am Merton College in Oxford (Fellow of Merton College). Er schloss mit dem Magister im Jahre 1530 ab. Er wurde Registrar of the University of Oxford im Jahre 1532.
Zum Doktor der Theologie promovierte man ihn am 10. Juli 1536. Hiernach war er als am Whittington College, London, dann als Rektor des St Dunstan-in-the-East und sodann Cuxham, Oxfordshire, Leiter der  St Alban Hall, Principal of  St. Alban's Hall  tätig. Er hielt auch Vorlesungen am Magdalen College.
Smyth war der erste von Heinrich VIII. im Jahre 1542 ernannte Regius Professor of Divinity an der Universität Oxford. Seine erste Amtszeit war von 1536 bis 1548, gefolgt von einer Ablösung in seiner Position durch Peter Martyr Vermigli, dann für kurze Zeit 1554 eine zweite Amtszeit unter Maria I., hiernach folgt ihm Juan de Villagarcía († 1564), dann eine dritte Amtszeit bis zu seiner Flucht ab dem Jahre 1556 bis 1559.
Bei der Thronbesteigung des neunjährigen Eduard VI., dem Nachfolger Heinrich VIII. trat Smyth der anglikanischen Kirche über, widerrief dann aber und erklärte, dass die rechtmäßige Herrschaft Roms zu Unrecht abgeschafft worden sei. Daraufhin wurde er von Erzbischof Thomas Cranmer seiner Ämter enthoben und 1548 durch den aus Italien eingewanderten  Peter Martyr Vermigli  ersetzt. Smyth lebte zunächst weiterhin in Oxford und trug mit Vermigli eine öffentliche Diskussion aus.
Kurz danach wurde er verhaftet und floh als sich die Gelegenheit bot nach Löwen in Flandern (damals Teil der Spanischen Niederlande).
Später folgte er einen Ruf an die Universität Douai, die im Jahre 1562 nach dem Vorbild der Universität Löwen gegründet worden war und wurde ihr erster Kanzler.
Die Gründung der Universität Douai steht im Bezug zu einer allgemeinen akademischen Konsolidierung der spanischen Niederlande. In den Jahren zwischen 1560 und 1562, wurde die  Hochschule auf Anweisung von Philipp II. von Spanien gegründet. Sie stellte gewissermaßen  die Schwester-Universität in Löwen dar. Durch eine päpstliche Bulle von Papst Paul IV. genehmigt und am 31. Juli 1559 von Papst Pius IV. bestätigt folgte von Philipp II. am 19. Januar 1561 die Genehmigung fünf Fakultäten, so die Theologie, Kirchenrecht, Zivilrecht, Medizin und Kunst zu gründen. Die formale Einweihung fand am 5. Oktober 1562, durch eine öffentliche Prozession des Allerheiligsten, und einer Predigt auf dem Marktplatz von François Richardot, dem Bischof von Arras.

## Werke (Auswahl)
- Assertion and Defence of the Sacrament of the Altar (1546)
- Defence of the Sacrifice of the Mass (1547)
- Defensio celibatus sacerdotum (1550)
- Diatriba de hominis justificatione (1550)
- Buckler of the Catholic Faith (1555–1556)
- De Missa Sacrificio (1562)